# Загальне кладовище Мельбурна
37°47′20″ пд. ш. 144°57′55″ сх. д. / 37.788888888889° пд. ш. 144.96527777778° сх. д.
Загальне кладовище Мельбурна (англ. Melbourne General Cemetery) — великий (43 га) некрополь, розташований за 3 км на північ від міста Мельбурн у передмісті Карлтон-Норт.
Цвинтар, зокрема, є місцем спокою чотирьох прем'єр-міністрів Австралії, більше, ніж будь-який інший некрополь в Австралії. Надгробна плита колишнього прем'єр-міністра Гарольда Голта є кенотафом, оскільки його останки так і не були знайдені.

## Історія
Кладовище було засноване в 1852 році і відкрите 1 червня 1853 року, а Старе кладовище Мельбурна (на місці нинішнього ринку королеви Вікторії) було закрито наступного року.
На території є кілька будівель історичної спадщини, багато з яких з блакитного каменю, включаючи декілька каплиць і ряд чавунних павільйонів. Особливо примітні сторожки.

## Відомі поховання
На кладовищі Мельбурна вшанували пам'ять п'яти прем'єр-міністрів Австралії. Троє поховані в «Саду прем'єр-міністрів» на цвинтарі: Роберт Мензіс (та його дружина Патті Мензіс), Джон Гортон і Малколм Фрейзер. Меморіал Гарольда Голта (включаючи його дружину Зару Бейт) є кенотафом, оскільки його тіло так і не було знайдено після того, як він зник у морі. Його дружина Зара похована на цвинтарі Сорренто, найближчому похованні до місця, де зник Голт.

## Прем'єри та губернатори штатів
На загальному кладовищі Мельбурна поховано вісім прем'єр-міністрів штату Вікторія, більше, ніж у будь-якому іншому некрополі в штаті. Прем'єри Джордж Елмслі, Джеймс Френсіс, Дункан Гілліс, Річард Хілз, Вільям Ніколсон, Джон О'Шанассі, Джеймс Паттерсон і Джеймс Сервіс. Роберт Мензіс був віце-прем'єром штату Вікторія між 1932 і 1934 роками.
Перший прем'єр Тасманії Вільям Чемп похований на Мельбурнському кладовищі.
На кладовищі Мельбурна поховані один губернатор Вікторії, Чарльз Хотем, і один генерал-губернатор Австралії, Ісаак Айзекс.

## Військові могили
На цвинтарі знаходяться військові могили 91 військовослужбовця Співдружності, понад 30 — часів Першої світової війни та понад 50 — часів Другої світової війни.